# ブランチ・ネヴィン
ブランチ・ネヴィン（Blanche Nevin、1841年9月25日 – 1925年4月21日）は、アメリカ合衆国の彫刻家である。アメリカ合衆国の女性の彫刻家として最初期の一人である。

## 略歴
ペンシルベニア州、フランクリン郡のマーサーズバーグ(Mercersburg)に生まれた。父親のジョン・ネヴィン(John Williamson Nevin: 1803–1886)は聖職者で、神学の教師をしていた。1855年に父親がペンシルベニア州、ランカスターの Franklin & Marshall Collegeの学長に就任したため家族とランカスターに移った 。
フィラデルフィアのペンシルベニア美術アカデミーでフランス生まれの彫刻家のベイリー(Joseph Alxis Bailly)に学び、その後ヨーロッパに渡り、ヴェネツィア美術アカデミーや大理石の生産地として知られるイタリアのカッラーラで学んだ。中国や日本も旅した。一年間の半分をランカスター郡の邸、Windsor Forge Mansionで過ごし、半年は国外で過ごす生活を続けた。
1876年のフィラデルフィア万国博覧会にジョン・グリーンリーフ・ホイッティアの詩の女性、モード・ミューラーの大理石像を出展した。同じ作品は1893年のシカゴ万国博覧会の女性館の広間にも展示された 。1889年にペンシルベニア州からの依頼で、国立彫像ホール・コレクションに展示するための独立戦争の人物、ピーター・ミューレンバーグの彫像を制作した。その他の彫刻作品にはウッドロー・ウィルソン大統領の胸像や、ランカスターの貯水池公園のライオン像(1905) などがある。詩人としても活動し、「Great-Grandma's Looking-Glass」(1895)、「One Usual Day」(1916)、「To My Door」(1921)などの作品が知られている。
1899年にかつて下院議員であった祖父が所有していたランカスター郡のCaernarvon Townshipにある邸、Windsor Forge Mansionを買い戻し、修繕しスタジオにした。1913年に庭に置かれた3点の彫刻作品とともに甥に譲渡され、この邸はアメリカ合衆国国定歴史建造物地区 (National Historic Landmark District, NHLD)に指定されている。

## 作品

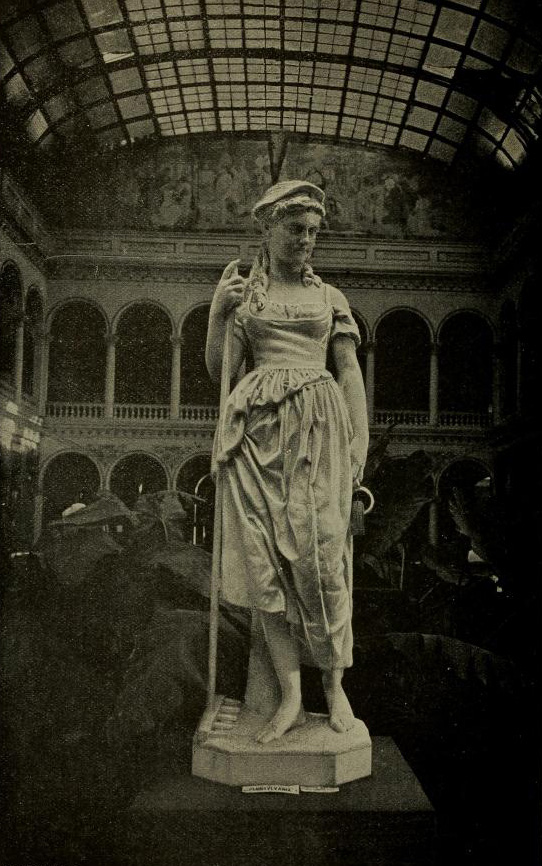
『モード・ミューラー』(c.1876)
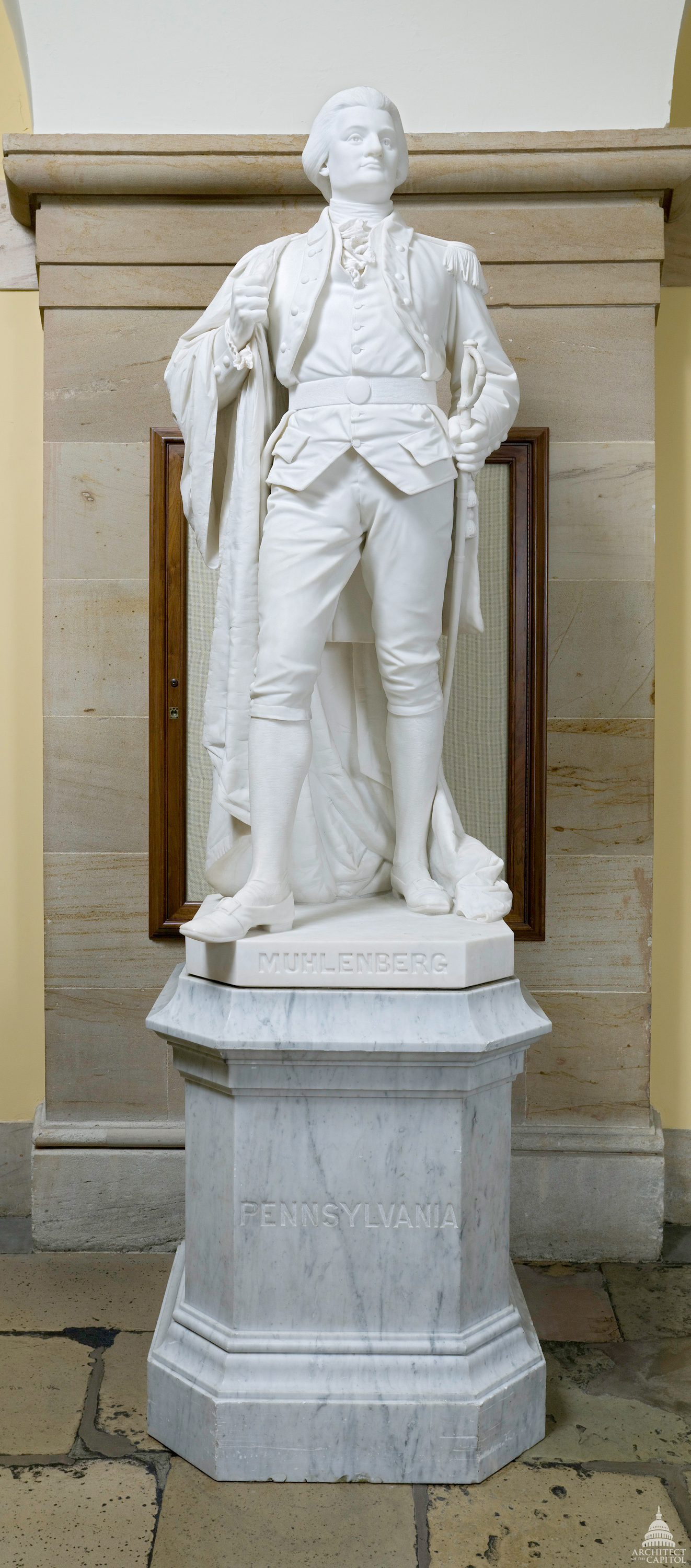
ピーター・ミューレンバーグ、国立彫像ホール・コレクション